# Katarzyna Galica (siatkarka)
Katarzyna Galica z d. Ząbek (ur. 10 września 1982) – polska siatkarka, grająca na pozycji rozgrywającej. Obecnie gra w II ligowej Siarce Tarnobrzeg. Jest wychowanką KPSK Stal Mielec. 
W sezonach 2005/06 i 2006/07 w Stali Mielec grała na pozycji libero. 
Łącznie w KPSK Stal Mielec grała 7 sezonów.

## Kariera
- KPSK Stal Mielec
- Anser-Siarka Tarnobrzeg[2]

## Sukcesy
- brązowy medal Mistrzostw Polski zdobyty z KPSK Stal Mielec[3]